# محمد فنائي
محمد فنائي(مواليد 24 ديسمبر 1951) هو حكم كرة قدم سابق إيراني. كان حكماً مساعداً في نهائي كأس العالم 1994 بين البرازيل وإيطاليا، كما كان أيضاً حكماً مساعداً في دورة الألعاب الأولمبية الصيفية 1992 في برشلونة.
كان لاحقاً حكماً مساعداً في مباراتين خلال كأس الملك فهد 1995 (المباراة التمهيدية إلى كأس القارات)، بما في ذلك المباراة النهائية بين الدنمارك والأرجنتين عام 1994. حصل على لقب "حكم مساعد العام" في الاتحاد الأسيوي لكرة القدم.